# Baudignan
Baudignan é uma comuna francesa na região administrativa da Nova Aquitânia, no departamento Landes. Estende-se por uma área de 20 km². Em 2010 a comuna tinha 52 habitantes (densidade: 2,6 hab./km²).